# Грапавоврат варан
Грапавовратите варани (Varanus rudicollis) са вид влечуги от семейство Варанови (Varanidae).
Разпространени са в екваториалните гори на Югоизточна Азия.
Таксонът е описан за пръв път от британския зоолог и филателист Джон Едуард Грей през 1845 година.